# 문정영당
문정영당은 충청북도 청주시 청원구에 있다. 2015년 4월 17일 청주시의 향토유적 제140호로 지정되었다.

## 개요
조선후기 명신인 영의정 최석정의 영정을 봉안하기 위해 세운 영당이다.